# Порфирій (патріарх Сербський)
Патріа́рх Порфи́рій (серб. Патријарх Порфирије; в миру Првослав Перич, серб. Првослав Перић; нар. 22 липня 1961, Бечей, Воєводина) — єпископ Сербської православної церкви. Архієпископ Пецький, митрополит Белградсько-Карловацький, 46-й патріарх Сербський (з 18 лютого 2021 року). Митрополит Загребсько-Люблянський (2014—2021).

## Біографія
Народився 22 липня 1961 року в місті Бичеї, Сербія, в родині Радивоя і Радойки і був хрещений з ім'ям Првослав. Початкову школу закінчив у Чуруге, а гімназію в Новому Саді.
У Фоміну неділю 1985 року в монастирі Високі Дечани був пострижений в чернецтво своїм духовним отцем, ієромонахом Іринеєм (Буловичем).
У 1986 році закінчив з Богословський факультет Бєлградського університету.
У тому ж році, на Другий Духів день в Троїцькому монастирі в селі Мушутиште єпископом Рашсько-Призренський Павлом (Стойчевиіч) висвятив його у сан ієродиякона. Потім він відбув на аспірантуру в області Святого Письма Нового Завіту в Афіни, де залишався до 1990 року.
У 1990 році з благословення єпископа Бацького Іринея, повернувся до Сербії і 6 жовтня прибув до монастиря Святих Архангелів у Ковильї. На Собор святого архангела Михаїла 21 листопада того року він був висвячений в сан пресвітера. Незабаром за цим, c припливом багатьох молодих послушників, обитель стала рости і ієромонах Порфирій був поставлений її ігуменом. Будучи насельником Ковильського монастиря, виступав з багатьма лекціями в різних форумах, особливо дбаючи проти різноманітних деструктивних сект.
14 травня 1999 року в черговому засіданні Священного Архієрейського Собору Сербської Православної Церкви в Белграді обраний єпископом єгерського, вікарієм Бацької єпархії. Його архієрейська хіротонія відбулася 13 червня того ж року.
У 2004 році на Богословському факультеті Афінського університету успішно захистив докторську дисертацію на тему «Здатність до Богопізнання у апостола Павла по тлумаченню святого Іоанна Златоуста».
29 липня 2008 року Рада Республіканського радіомовного агентства обрав його своїм головою.
У 2010 році Священний Архієрейський Синод СПЦ доручив йому встановити капеланську службу в Сербській армії. Плоди його роботи в цій галузі — це не тільки відповідні правові норми, але також добір військових капеланів, організація та облаштування храмів у казармах та виконання перших богослужінь.
24 травня 2014 року рішенням Архієрейського собору Сербської церкви в Белграді обраний правлячим єпископом Загребсько-Люблянської митрополії з піднесенням у сан митрополита.
13 липня 2014 року в Преображенському соборі Загреба Патріархом Іринеєм настолован як митрополит Загребсько-Люблінський.
18 лютого 2021 року обраний 46-м патріархом Сербської православної Церкви. Отримав привітання від багатьох предстоятелів православних церков і від митрополитів, зокрема від Московського патріарха Кирила (Гундяєва), Вселенського патріарха Варфоломія I, митрополита УПЦ МП Онуфрія (Березовського) і предстоятеля ПЦУ митрополита Епіфанія. Порфирій подякував всім крім митрополита Епіфанія.
Його друга інтронізація як Патріарха Сербського в історичній резиденції Патріархату в Святому монастирі Пекінського Патріархату відбулася 14 жовтня 2022 року.

## Погляди
У своїх перших заявах після інтронізації Патріарх Порфірій наголосив, що «місія Церкви полягає у побудові миру» і що в його програмі не буде «елементів сучасного відчуження від політики або часткової участі в ній».
У 2020 році заявляв що віряни Православної церкви України не можуть вважатись членами Церкви.

## Оцінки
На думку богослова Кирила Говоруна Порфирій є конформістом і буде притримуватись середньої між Фанаром і Москвою позиції.